# Телеком Српске
Телеком Српске је оператор фиксне и мобилне телефоније у Босни и Херцеговини (Републици Српској).

## Историјат
Структуру функционисања ПТТ система на заједничком простору бивше Југославије променили су ратни догађаји.
Одлуком Владе Републике Српске од 1. јуна 1992. године формирано је јединствено јавно предузеће ПТТ саобраћаја РС са циљем обезбеђивања техничко-технолошког јединства ПТТ система. Ова организација, стално прилагођавана ратним догађајима, испунила је своје задатке и трајала је до 1996. године.
Подела Јавног предузећа ПТТ саобраћаја на Пошту и Телеком извршена је на основу програма дефинисаног од стране ресорног министарства у мају 1996. године, а формирање два независна предузећа Телеком Српске и Српске поште извршено је у децембру 1996. године, откада се делатност телекомуникација обављала у ЈОДП за телекомуникације. Од новембра 2002. године Телеком Српске је корпоратизован и ради као акционарско друштво.
Упоредо с експанзијом и модернизацијом техничких ресурса приступило се реорганизацији Телекома Српске на начин који омогућава формирање модерне компаније која је орентисана ка слободном тржишту и способна да се суочи са свим његовим изазовима.
У децембру 2006, Телеком Србија је победио на тендеру Владе Републике Српске за откуп 65% деоница Телекома Српске са понудом од 646 милиона евра, чиме је постао већински власник ове компаније.

## Организација
Нови Закон о јавним предузећима условио је нову макро-организацију Телекома Српске коју чине:
- Дирекција за фиксну мрежу
- Дирекција за мобилну мрежу
- Дирекција за финансије
- Дирекција за корпоративно управљање
- Дирекција за маркетинг и продају

У Предузећу су организоване радне јединице као техничко-технолошке, саобраћајне и радне целине за обављање послова из делатности Предузећа на одређеном подручју. 
- Транзитни Телекоми: Бања Лука, Бијељина, Источно Сарајево.
- Регионални Телекоми: Приједор, Добој, Мркоњић Град у склопу Транзитног Телекома Бања Лука, Брчко и Зворник у склопу Транзитног Телекома Бијељина, Фоча и Требиње у склопу Транзитног Телекома Источно Сарајево.

За пружање услуга Мобилне телефоније у Босни и Херцеговини на нивоу Предузећа је специјализована Радна јединица за Мобилну телефонију м:тел БХ. 
За Интернет сервисе специјализована је Радна јединица за Интернет сервисе Телекома Српске ТЕОЛ.